# 卡皮
卡皮（法語：Cappy，法語發音：[kapi]）是法国上法蘭西大區索姆省的一个市镇，属于佩罗讷区。

## 地理
卡皮（49°55'41"N, 2°45'29"E）面积11.91 平方千米，位于法国上法蘭西大區索姆省，该省份为法国北部沿海省份，北起加来海峡省和北部省，西接滨海塞纳省和大西洋英吉利海峡，南至瓦兹省，东临埃纳省。
与卡皮接壤的市镇（或旧市镇、城区）包括：索姆河畔布赖、许涅、许尼奥勒、栋皮埃尔-贝坎库尔、埃克吕谢沃、方丹莱卡皮、弗里斯、拉讷维尔莱布赖、苏珊。
卡皮的时区为UTC+01:00、UTC+02:00（夏令时）。

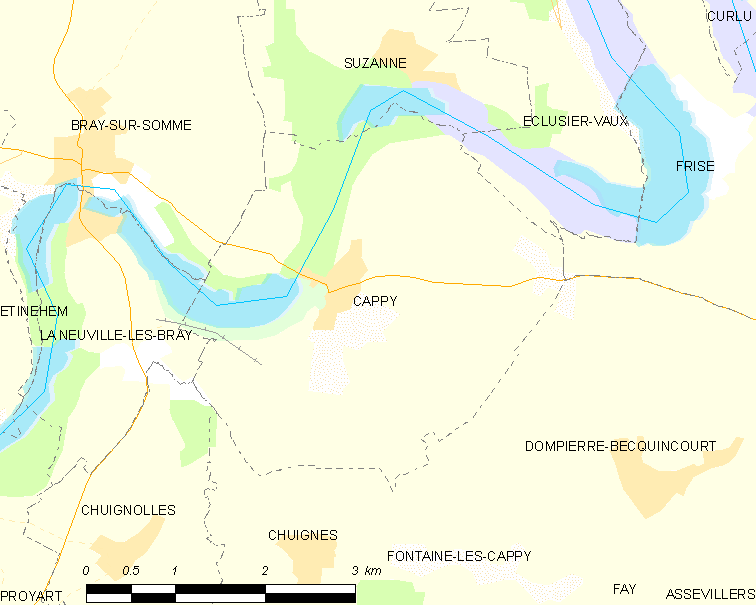
卡皮的OSM定位图

## 行政
卡皮的邮政编码为80340，INSEE市镇编码为80172。

## 政治
卡皮所属的省级选区为阿尔贝县。

## 人口

1962-2008年间卡皮人口变化图示

卡皮于2022年1月1日时的人口数量为548人。